# Mallandro, o Errado Que Deu Certo
Mallandro, O Errado Que Deu Certo é um filme de comédia dramática brasileiro de 2024, filmado em 2022, dirigido por Marco Antonio de Carvalho, que co-escreveu o roteiro com Sérgio Mallandro, Sylvio Gonçalves, Ulisses Mattos e Pedro Antônio Paes. Produzido por Glaucia Camargos e distribuição da Downtown Filmes. Mallandro estrela o filme que satiriza sua própria história e que não poupa o protagonista de interpretar ele mesmo em situações divertidas.

## Sinopse
O comediante Sérgio Mallandro passa por uma fase ruim da vida. O dinheiro está cada vez mais curto e ele até tenta trabalhar como motorista de aplicativo, mas não consegue porque, mesmo disfarçado, sempre acaba reconhecido pelos passageiros. Surge então uma oportunidade de voltar à televisão, mas o humorista acaba em uma enrascada e não consegue mais dizer nenhum dos famosos bordões. Mallandro agora precisar se reinventar para conseguir uma última chance na carreira artística.

## Elenco
| Intérprete            | Personagem                       |
| --------------------- | -------------------------------- |
| Sérgio Mallandro      | Ele mesmo                        |
| Marianna Alexandre    | Mila                             |
| Guilherme Garcia      | Lucca                            |
| Marino Rocha          | Gilberto                         |
| Kizi Vaz              | Cláudia                          |
| Ana Paula Tabalipa    | Ticiane                          |
| Faby Lepore           | Marina                           |
| Léo Castro            | Raul                             |
| Theo Peres            | Menino                           |
| Edgard Cavalcanti     | Assaltante                       |
| Juliana Guimarães     | Janete                           |
| Josie Antello         | Fonoaudióloga                    |
| Thiago Justino        | Psicólogo                        |
| Renata Castro Barbosa | Entrevistadora                   |
| Gui Albuquerque       | Frentista                        |
| Angela Paes           | Jornalista                       |
| Lian Tai              | Jornalista Chinesa               |
| Paulo Leroy           | Jornalista                       |
| Cezar Maracujá        | Valmir, funcionário mal-encarado |
| David Reis            | Passageiro                       |
| Rudson Dias           | Passageiro                       |
| Robson Santos         | Policial                         |
| Douglas Félix         | Policial                         |
| Marcelo Menezes       | Presidiário                      |
| Rômulo Medeiros       | Oficial de Justiça               |
| Bismark               | Amigo                            |
| Fabrício Vitorino     | Executivo                        |
| Camila Rosa Lins      | Fã                               |
| Antonio Valladares    | Demétrio                         |
| Sabrina Faerstein     | Enfermeira                       |
| Jessica Luz           | Enfermeira                       |
| Natália Lira          | Espectadora                      |
| Luiz Solano           | Espectador                       |
| Daniela Rocha         | Mãe Menino                       |

### Participações especiais
| Intérprete        | Personagem                        |
| ----------------- | --------------------------------- |
| Xuxa              | Anjo                              |
| Zico              | Ele mesmo                         |
| André Mattos      | Delegado Chico Leitão             |
| Lúcio Mauro Filho | Diretor de comercial              |
| Nany People       | Ela mesma                         |
| Hugo Bonemer      | Youtuber                          |
| Sylvia Massari    | Passageira                        |
| Renato Rabelo     | Apresentador                      |
| Fernando Caruso   | Fabrízio, coach espiritual        |
| Zéu Britto        | Tomé, funcionário fã de Mallandro |
| Marcelo Marrom    | Ele mesmo                         |
| JP Rufino         | Ele mesmo                         |
| Adriana Prado     | Cássia                            |

## Filmagem
As filmagens ocorreram no Rio de Janeiro entre 8 de agosto e 11 de setembro de 2022.